# 스타피쉬 엔터테인먼트
스타피쉬엔터테인먼트는 종합 엔터테인먼트 그룹으로, 방송국 컨텐츠 제작, 온라인 방송, 유튜브 컨텐츠 등 다양한 컨텐츠 제작에서 뛰어난 성과를 내었습니다.
세계 최고의 기업중 하나인, UNIVERSAL STUDIO Key Partner ( 유니버설 스튜디오 핵심 파트너 )로 선정되어 있으며, 여러 글로벌 기업들과의 협업을 통해 다방면에서 활동하고 있습니다.

## 1. Intro
STARFISH ENTERTAINMENT leads the global entertainment in the 21st century, providing the optimal solution to maximize profits among companies with different environments and systems.
We have a very specialized understanding of COTENTS and every kind of business that accompanies them and an outstanding history of developing and delivering projects within the areas.
스타피쉬엔터테인먼트는 종합 엔터테인먼트 그룹으로, 방송국 컨텐츠 제작, 온라인 방송, 유튜브 컨텐츠 등 다양한 컨텐츠 제작에서 뛰어난 성과를 내었습니다. 세계 최고의 기업중 하나인, UNIVERSAL STUDIO Key Partner ( 유니버설 스튜디오 핵심 파트너 )로 선정되어 있으며, 여러 글로벌 기업들과의 협업을 통해 다방면에서 활동하고 있습니다.

## 2. Performance
- UNIVERSAL STUDIO Key Partner ( 유니버설 스튜디오 핵심 파트너 )로 선정
- TikTok과 글로벌 초대형 컨텐츠 협업
- 글로벌 슈퍼스타 페이커의 소속 팀인 T1과 함께 RedBull 글로벌 행사에 공식 후원사로 참여
- 네이버, 일본 TBS와 함께하는 샤인파트너스 President of Foreign Offices로서 활발히 사업을 전개 중
- 농심 그룹의 e스포츠팀 런칭 관련 업무 진행
- 미국 현지 대학과 업무 협약을 통해 미국 정부 인가 교육기관과 독자적이고 독창적 IP 및 컨텐츠 개발
- 중국 TENCENT 와 글로벌 E Sports 컨텐츠 진행
- KBS, MBC, SBS, tvN, Channel A, Mnet 등 다수의 방송국 컨텐츠 제작
- 중국 HUYA 와 글로벌 E Sports 컨텐츠 진행
- Jtbc 백상예술대상 업무 진행
- 박스미디어 컨텐츠 제작 협업
- SK telecom 온라인 광고업무 진행
- BMW Korea 미디어 스폰서쉽 업무 진행

## 3. CEO
- STARFISH ENTERTAINMENT - CEO
- SHINE PARTNERS ( with NAVER & TBS Japan ) - President of Foreign Offices

## 4. Award details
- 2024 KBS 엔 브랜드 어워드: 엔터테인먼트 부문 수상